# إيتشيرو هاتوياما
إيتشيرو هاتوياما (باليابانية: 鳩山 一郎 هاتوياما إيتشيرو) (1 يناير 1883 - 7 مارس 1959) كان سياسي ياباني شغل منصب رئيس الوزراء الياباني لثلاث مرات.

## اقرأ أيضا
- يوكيو هاتوياما

## روابط خارجية
- إيتشيرو هاتوياما على موقع الموسوعة البريطانية (الإنجليزية)
- إيتشيرو هاتوياما على موقع مونزينجر (الألمانية)